# Samonas
Samonas (em grego: Σαμῶνας; 875 — após 908) foi um eunuco árabe capturado pelos bizantinos e que tornou-se um dos mais influentes oficiais do Império Bizantino durante a primeira metade do século X. Envolto em diversas artimanhas, utilizou-se de sua influência para elevar ao poder alguns de seus protegidos, dentre eles Constantino, o Paflagônio, e conspirou contra os membros da família Ducas, que haviam lhe trazido problemas no passado. Porém, ao ser traído por seus companheiros, acabou caindo em desgraça e banido para um mosteiro.

## Biografia
Samonas era um árabe que nasceu cerca de 875 em Melitene, aparentemente no seio de uma família distinta (seu pai serviu como embaixador ao império em 908). Capturado pelos bizantinos, foi feito eunuco e entrou em serviço na casa de Estiliano Zautzes, o poderoso ministro chefe e sogro de Leão VI, o Sábio (r. 886–912). Após a morte de Estiliano e sua filha, Zoé Zautsina, em 899, seus parentes conspiraram para derrubar Leão numa tentativa de preservar seu poder e influência. A conspiração deles, contudo, foi traída por Samonas: os membros da família Zautzes foram exilados e privados de seus títulos e riquezas, enquanto Samonas recebeu um terço da fortuna deles e ingressou no serviço imperial como cubiculário recompensado.

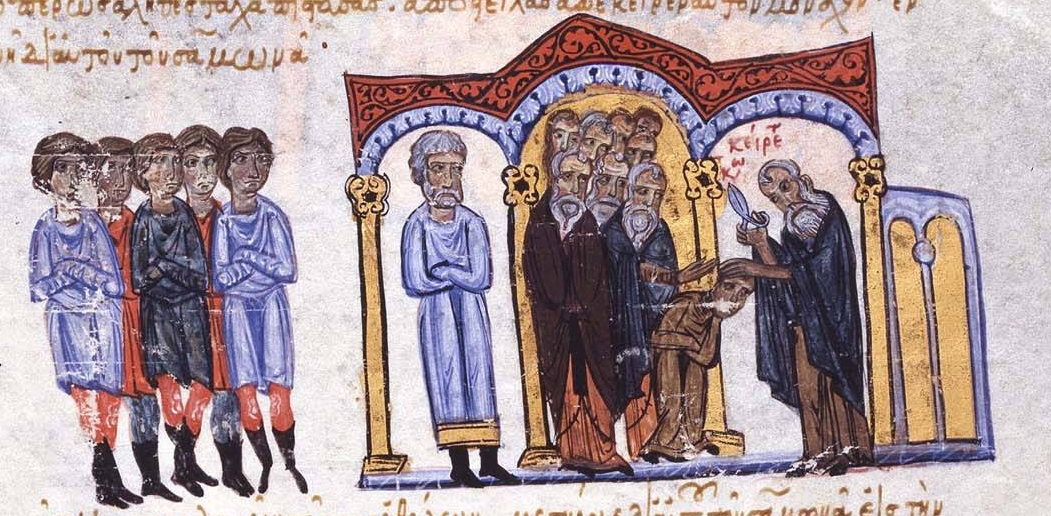
Constantino é tonsurado por ordem de Samonas. Iluminura do Escilitzes de Madri

Promovido rapidamente após sua entrada em serviço pessoal de Leão, foi feito protoespatário em 900. Por 903, talvez tornou-se, nas palavras de Shaun Tougher "confiável braço-direito de Leão". Parece ter estado particularmente envolvido em questões de segurança e espionagem, papel salientado por vários estudiosos que estudaram a sua biografia. Em 904, contudo, Samonas esteve envolvido num episódio bizarro: a pretexto de visitar um mosteiro, escapou de Constantinopla e partiu ao Oriente, aparentemente na esperança de atingir suas terras natais. No entanto, foi impedido de atravessar o rio Hális, e buscou refúgio num local sagrado. Lá, foi por fim capturado por Constantino Ducas e levado para julgamento diante do senado. Embora não tenha sido absolvido, o favor do imperador manteve-se o que significa que a punição foi de apenas quatro meses de prisão domiciliar. 
Assim que foi liberado, a carreira de Samonas retomou seu caminho ascendente: nomeado patrício, o posto mais alto da corte aberto para eunucos, ascendeu a protovestiário. Outra marca incomum do favor imperial ocorreu em 906, quando Samonas foi feito padrinho do filho e herdeiro de Leão, Constantino VII (r. 913–959). Em 906-907, desempenhou importante mas sombrio papel na desgraça, deserção e eventual morte de Andrônico Ducas (o pai de Constantino, que prendeu-o em 904) e Eustácio Argiro. Ao mesmo tempo, ao longo do prolongado confronto de Leão com o patriarca Nicolau Místico sobre o quarto casamento do imperador, Samonas foi o principal defensor de Leão. Como sinal de gratidão, talvez após a deposição de Nicolau no começo de 907, foi promovido ao posto eunuco supremo de paracemomeno, vago desde o final do reinado de Miguel III, o Ébrio (r. 842–867). 
Sua queda, contudo, viria logo depois. Em 907, tentando congraçar-se com a quarta esposa de Leão, Zoé, deu-lhe seu servo eunuco, Constantino, o Paflagônio. Porém, a afeição crescente do casal imperial por Constantino levou Samonas a temer por sua influência e posição. Primeiro afirmou que Zoé e Constantino estavam tendo um caso. Leão acreditou nas acusações e baniu Constantino para um mosteiro, porém, ao sentir falta de seu novo favorito, trouxe-o de volta em seu serviço. Samonas recorreu a outro estratagema: com seu secretário produziu um panfleto, supostamente escrito por Constantino, que insultava o imperador e arranjou forma de Leão o ler. Suas maquinações falharam devido à traição de seus companheiros, e Samonas foi demitido, tonsurado, e banido ao Mosteiro de Martinácio, no verão de 908. Constantino sucedeu-o como paracemomeno imperial. Nada mais se sabe sobre ele. 

## Avaliação

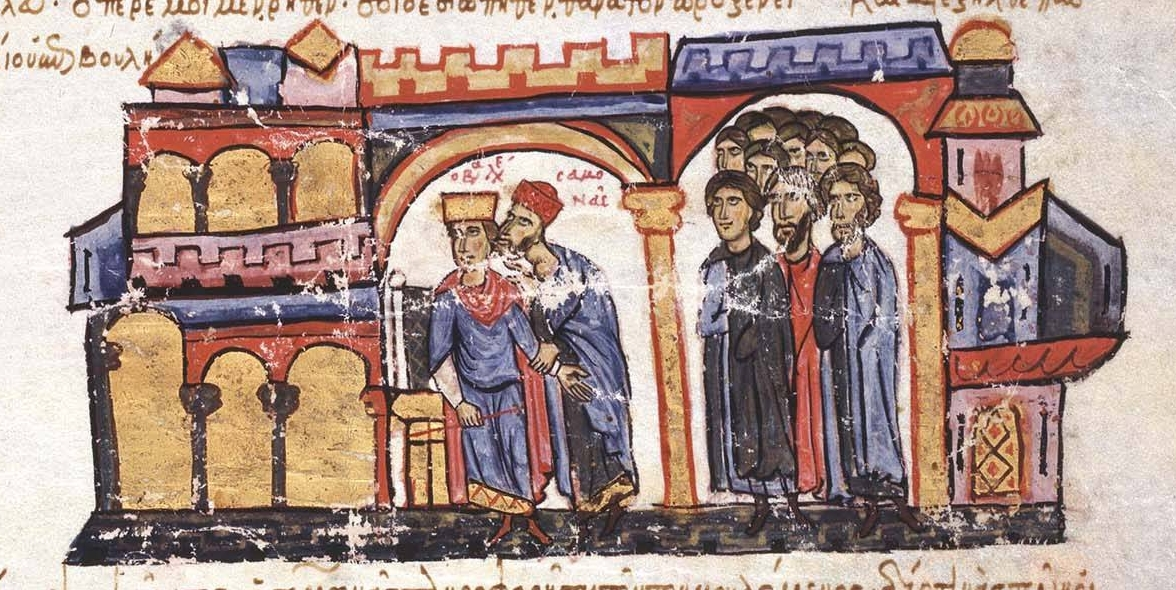
Samonas informa Leão VI dum golpe contra ele. Escilitzes de Madri

Se Estiliano Zautzes tem sido tradicionalmente visto pelos historiadores como tendo dominado a primeira metade do reinado de Leão, Samonas é frequentemente apontado como a figura dominante da segunda metade, nomeadamente o período de cerca de 900 até sua própria queda em 908. Em ambos os casos, contudo, a extensão do poder e influência exercida por esses agentes parece ter sido exagerado. Isto deve em parte a hostilidade das fontes posteriores, e o desejo de alguns deles para colocar a culpa das falhas do reinado de Leão em seus subordinados supostamente todo-poderosos.
O bizantinista Shaun Tougher aponta que sua gradual ascensão e abrupta queda ilustra que, longe da conformidade com sua imagem tradicional de imperador fraco e facilmente dominado, Leão ficou no controle: foi seu patrocínio e suporte consciente que deu a tais homens tão grande poder, o qual desapareceu quando foram destituídos da sua autoridade. Seu papel como "chefe de segurança" de Leão, uma visão adotada por alguns estudiosos (sobretudo Romilly Jenkins) tem sido muito questionado por Tougher, uma vez que se baseia principalmente em evidências literárias circunstanciais de uma hagiografia posterior e distintamente hostil. 